# Isdromas
Isdromas is een geslacht van insecten uit de orde vliesvleugeligen (Hymenoptera) en de familie Ichneumonidae.

## Soorten
- I. flavolineatus (Cameron, 1903)
- I. granulatus Gauld, 1984
- I. lycaenae (Howard, 1889)
- I. monterai (Costa Lima, 1948)
- I. paternicus Gauld, 1984
- I. peruvianus (Viereck, 1912)
- I. varipes (Cameron, 1903)
- I. yuendumui Gauld, 1984